# Wilhelm De Silentz
Wilhelm De Silentz (före adlandet Silentz), född 1660, död 20 augusti 1719, var en svensk ämbetsman.

## Biografi
Wilhelm Silentz var son till majoren vid Hälsinge regemente Herman Silentz. Han inträdde vid den militära banan och var först mönsterskrivare och sedan underofficer vid Hälsinge regemente. Han deltog i slaget vid Lund och slaget vid Landskrona och sårades vid båda tillfällena. 1677 blev han sergeant vid generallöjtnant Skyttes dragoner och fänrik där 1678. Efter att 1680 ha erhållit avsked blev han handskrivare hos generalmajoren och landshövdingen Georg Henrik Lybecker i Kristianstad, och landskanslist i Göteborgs och Bohus län samma år. Han erbjöds redan 1689 adelskap av avböjde till förmån för ekonomiska förmåner då han var fattig. Han blev landssekreterare 1684 och 1696 stadssekreterare i Göteborg, 1699 notarius publicus i staden. 1703 blev han Göteborgs justitieborgmästare och samtidigt häradshövding i Sävedals härad. Mot guvernören Erik Carlsson Sjöblads oegentligheter uppträdde han vid utskottsmötet i Stockholm 1710 och lyckades få Siöblad åtalad. Han var 1710, 1713-1714 och 1719 Göteborgs riksdagsrepresentant och spelade där en viktig roll för att främja stadens intressen och var en inflytelserik person inom borgarståndet. 1716 blev Silentz justitiepresident i Göteborg och 1718 lagman i Göteborgs lagsaga. 1716 blev naturaliserad svensk adelsman, hans släkt hade nederländskt adelskap, och 1718 introducerades han på ridderskapet. Han fortsatte dock fram till sin död att representera borgarståndet i riksdagen. Kort före sin död avgick han som justitiepresident.